# Bossa d'aigua calenta

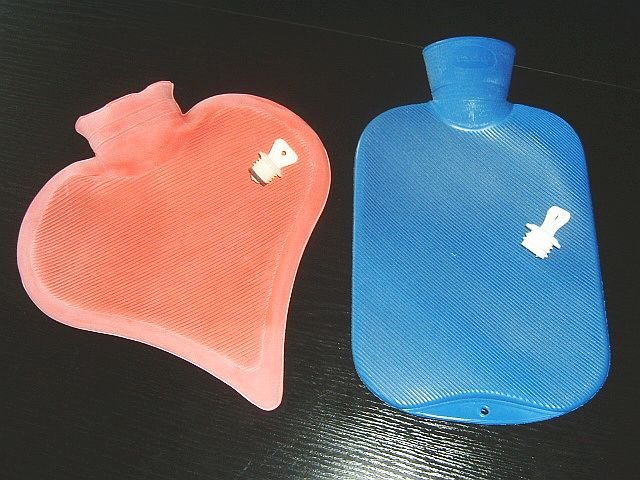
Bosses d'aigua calenta modernes de goma.

Una bossa d'aigua calenta és un recipient de plàstic o làtex per contenir aigua calenta. Ha tingut la funció tradicional de proporcionar calor omplint-la d'aigua calenta i introduint-la en la llit abans d'anar a dormir o amb finalitats terapèutiques. Actualment, el seu ús és més restringit a causa de la generalització de la calefacció a les llars i/o per les estoretes elèctriques.

## Història

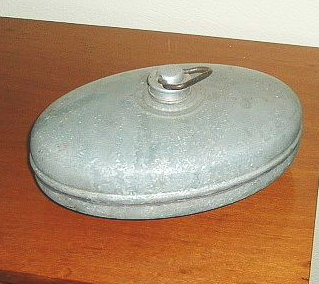
"Recipient" d'aigua calenta de metall, 1925.

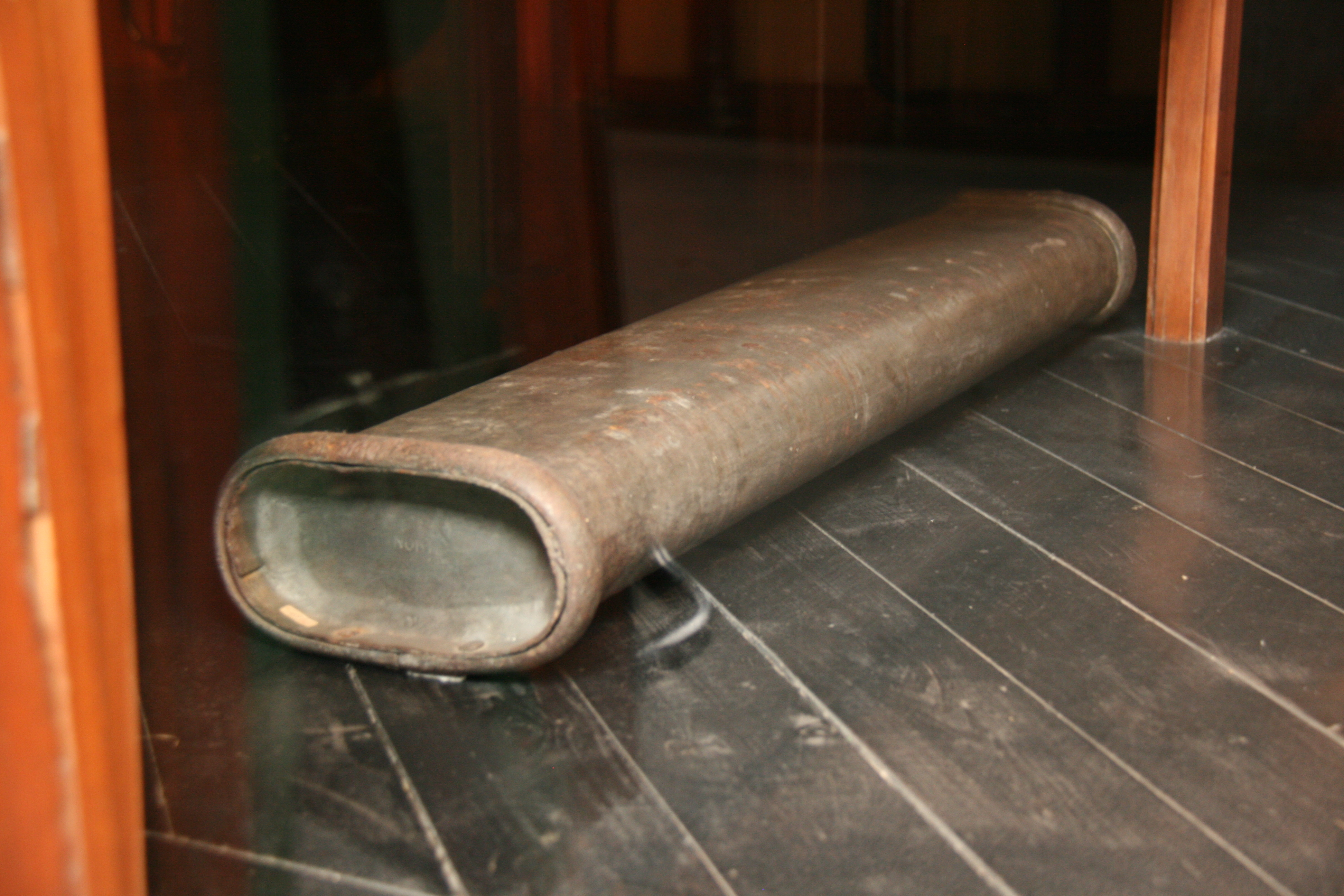
Ampolla d'aigua en un tren.

Va ser inventada per Slavoljub Eduard Penkala i, prèviament a la seva fabricació en plàstic, eren fetes de materials durs com el metall o la ceràmica i amb forma d'una espècie d'ampolla aplatada.

## Utilitats
Altres utilitats de les bosses d'aigua calenta són:
- Omplertes amb trossos de gel tenen un ús terapèutic allà on convingui mantenir-hi fred[1]
- Proporcionar calor a hivern en altres parts de la casa
- Aplicacions per alleujar[1] dolors musculars, de ronyons, d'esquena, etc.

Les bosses d'aigua calenta es comercialitzen cobertes amb fundes de llana o vellut que es dissenyen en alegres colors.